# Raionul Dubăsari
Raionul Dubăsari är ett distrikt i Moldavien. Det ligger i den centrala delen av landet. Antalet invånare är 35 200. Arean är 309 kvadratkilometer.
Terrängen i Raionul Dubăsari är huvudsakligen platt, men norrut är den kuperad.
Följande samhällen finns i Raionul Dubăsari:
- Cocieri
- Doroţcaia